# Daldal

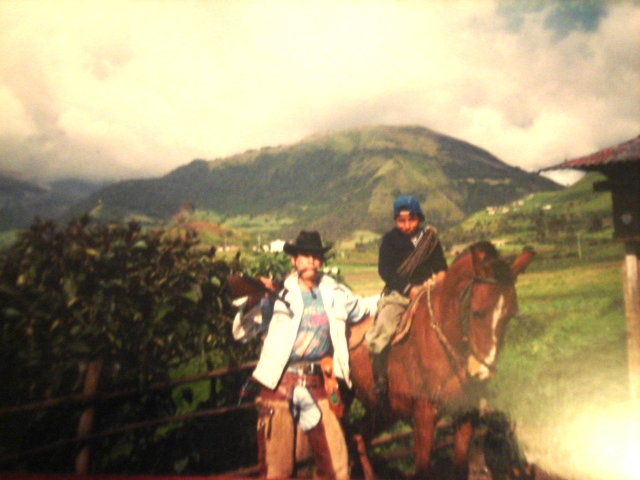
Vista de la comunidad de Daldal.

La comunidad de Daldal se encuentra en la parroquia Pungalá del cantón Riobamba, provincia de Chimborazo (Ecuador), aproximadamente a una hora en vehículo desde la ciudad de Riobamba.
Esta comunidad está bañada por el río Daldal, fuente de peces como las truchas arco iris. Sus habitantes evitan contaminar las aguas del río y prohíben la pesca con atarraya o productos químicos que producen daños masivos, así mismo cuenta con su flora y fauna por lo que está prohibida la tala y caza de animales silvestres.
El 60% de su población se dedica al ganado lechero y el 40% la agricultura.